# Pierre VI Cazacul
Pierre VI Cazacul (le Cosaque) (exécuté à Constantinople le 15 novembre 1592) fut prince de Moldavie en 1592. La monarchie était élective dans les principautés roumaines de Moldavie et de Valachie, comme en Transylvanie et en Pologne voisines : le prince (voïvode, hospodar ou domnitor selon les époques et les sources) était élu par (et souvent parmi) les boyards : pour être nommé, régner et se maintenir, il s'appuyait  sur les partis de boyards et fréquemment sur les puissances voisines, habsbourgeoise, polonaise, russe et surtout ottomane, car jusqu'en 1859 les deux principautés étaient vassales de la « Sublime Porte » ottomane dont elles étaient tributaires. 

## Biographie
L'origine de ce prince est incertaine ; il se présente comme un fils illégitime d'Alexandru IV Lăpusneanu, 
Selon la documentation et ses correspondances il entretient des relations avec le roi Philippe II d'Espagne, les Habsbourg d'Autriche, la cour ottomane de Constantinople et l'Hetman polonais Jan Zamojski il se lie également d'amitié avec les cosaques Zaporogues d'où il tire son surnom de Cazacul.
Il occupe brièvement le trône de Moldavie à partir du mois d'août 1592 après avoir chassé Alexandru III cel Rău avec le soutien de la Pologne. Ce qui suscite la méfiance de la Sublime Porte qui considérait que la nomination du prince de Moldavie lui revenait. Il tente d'intégrer la ligue anti-ottomane et envoie en ce sens des messages des messages au Prince de Transylvanie Sigismond Báthory et à la Pologne. 
À l'automne 1592, la Moldavie est attaquée de deux côtés : à l'est par 2 000 hommes dirigés par le capitaine Sibrik et au sud par d'autres Turcs  avec Aaron Tiranul et le Beylerbey de Grèce Vali Pacha. Pierre se dirige vers le sud afin de faire face aux Turcs. Mais Sibrik pénètre en Moldavie le 11 octobre. Pierre Cazacul se retranche à Iasi cherchant à résister dans les forêts voisines mais il est capturé et livré au Turcs. Il est détrôné en faveur d'Aaron Tiranul et exécuté par strangulation le 15 novembre 1592.

## Sources
- Grigore Ureche Chronique de Moldavie. Depuis le milieu du XIVe siècle jusqu'à l'an 1594 Traduite et annoté par Emile Picot Ernest Leroux éditeur Paris 1878. Réédition Kessinger Legacy Reprints  (ISBN 9781167728846) p. 581-583.
- (ro) Constantin C. Giurescu & Dinu C. Giurescu, Istoria Românilor Volume II (1352-1606), Editura Ştiinţifică şi Enciclopedică, Bucureşti, 1976.
- Jean Nouzille La Moldavie, Histoire tragique d'une région européenne, Ed. Bieler,   (ISBN 2-9520012-1-9)